# Distrito de Santa Rosa (Rodríguez de Mendoza)
El distrito de Santa Rosa es uno de los doce que conforman la provincia de Rodríguez de Mendoza ubicada en el departamento de Amazonas en el Norte del Perú.
Limita por el Norte con el distrito de San Nicolás; por el Este con el distrito de Omia; por el Sureste con el distrito de Milpuc; por el Sur con el distrito de Totora y; por el Oeste con el distrito de Huambo.
Desde el punto de vista jerárquico de la Iglesia católica forma parte del Diócesis de Chachapoyas.

## Historia
El distrito fue creado mediante Ley del 5 de febrero de 1875, en el gobierno del Presidente Manuel Pardo y Lavalle.

## Geografía
Abarca una superficie de 66,24 km² y tiene una población estimada mayor a 600 habitantes. Su capital es el centro poblado de Santa Rosa de Huayabamba.

## Autoridades

### Municipales
- 2023 - 2026[2]
  - Alcaldesa: Linet Carmela Novoa Iberico, Movimiento Regional Victoria Amazonense.
  - Regidores:

  1. Segundo Ruperto Guiop Lopez (Victoria Amazonense Regional)
  2. Sarelith Góngora Portocarrero (Victoria Amazonense Regional)
  3. José Luis Castro Torres (Victoria Amazonense Regional)
  4. Silvia Jesus López Montoya (Victoria Amazonense Regional)
  5. Waldir castro collazos (Alianza Para El Progreso)

Alcaldes anteriores
- 2019 - 2022: José Nerido Arbildo Aguilar, Sentimiento Amazonense Regional
- 2015 - 2018:[3] Litmer Portocarrero Castro, del movimiento Sentimiento Amazonense Regional.
- 2011 - 2014: José Nerido Arbildo Aguilar, Alianza Regional Juntos Por Amazonas (ARJPA).
- 2007 - 2010: Eduardo Reátegui Collazos.